# Śmierć pięknych saren
Śmierć pięknych saren (cz. Smrt krásných srnců) – zbiór opowiadań czeskiego pisarza Oty Pavla z 1971. Pisany był jako forma terapii już po stwierdzeniu u autora zaburzeń psychicznych.

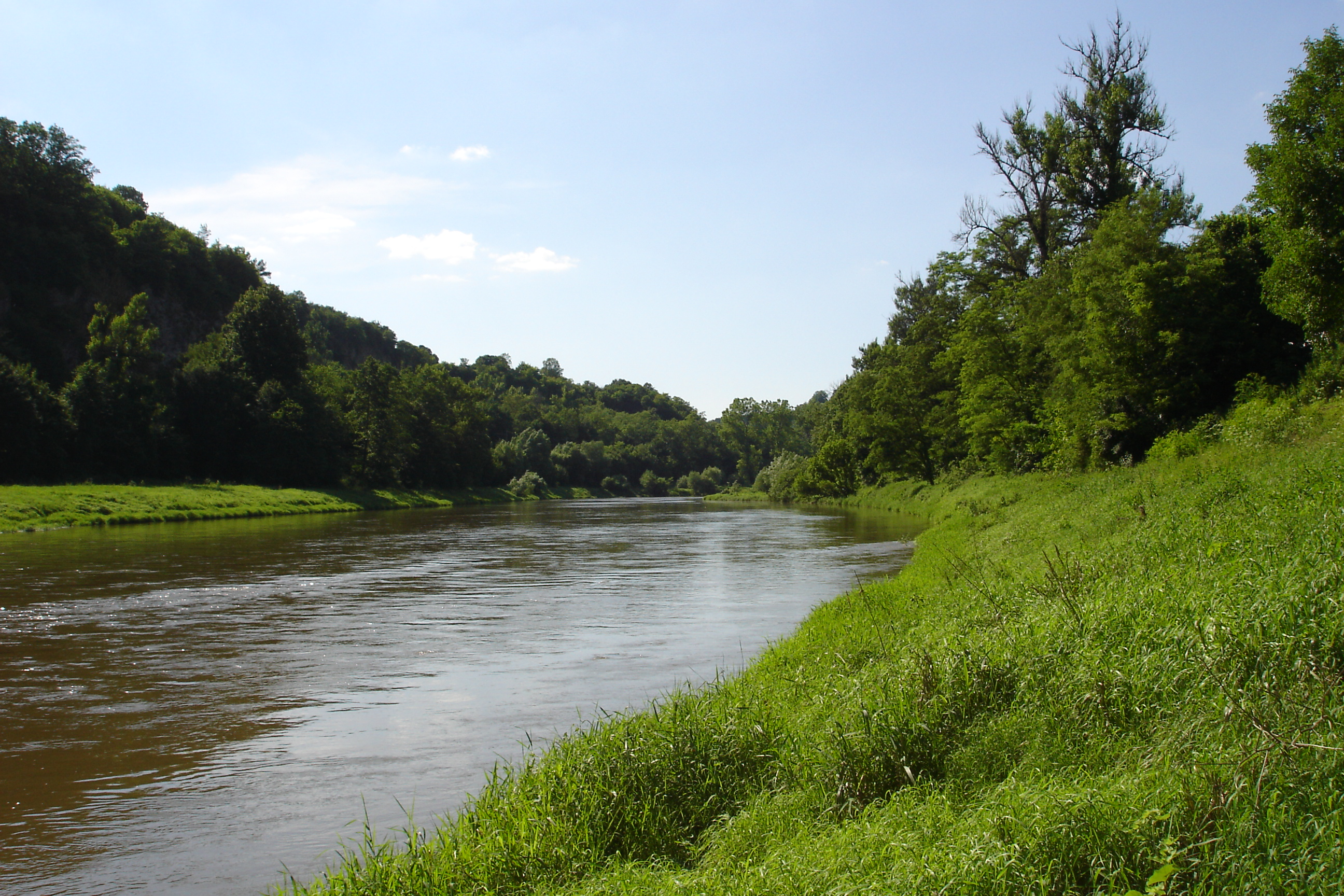
Berounka – jeden z bohaterów dzieła

Zbiór ma charakter ściśle autobiograficzny, powstał ze wspomnień o dzieciństwie i młodości autora, zarówno przed, w trakcie, jak i po II wojnie światowej. Swoje przeżycia Pavel zabarwia humorem sytuacyjnym, barwną fantazją i groteskowo je deformuje. Osiem opowiadań-rozdziałów składających się na książkę łączy osoba narratora, a także jego rodziny, zwłaszcza pieczołowicie scharakteryzowanego ojca, Leona Poppera, który był agentem sprzedającym sprzęt gospodarstwa domowego, głównie odkurzacze szwedzkiej marki Electrolux. Ten swoisty, żydowski Don Kichot, bywa zależnie od sytuacji tragiczny lub humorystyczny, śmieszny, bądź wielki duchem. Opisane są tragiczne losy rodziny Pavlów i krzywdy, jakich doznali od nazistów. Osobnym bohaterem powieści jest czeska przyroda, bowiem ojciec autora, wielu jego przyjaciół, a w końcu on sam byli zapalonymi wędkarzami. Długie i wyczerpujące są więc opisy zmagań podczas połowu ryb, metody kłusownicze i kuchnia czeska – owoc tych zmagań. Szczególnie piękne opisy dotyczą doliny Berounki, lasów Karlštejnu i Czech południowych. Miejscem akcji są też Praga, Buštěhrad i Kročehlavy. Wspomniana jest ponadto tragedia Lidic.
Wydania polskie:
- I, 1976, w serii PIW-u Współczesna Proza Światowa, tłum. Andrzej Piotrowski, Józef Waczków
- II, 1978, PIW,  tłum. Andrzej Piotrowski, Józef Waczków
- III, 1988, Wydawnictwo Naukowe „Śląsk”, tłum. Andrzej Piotrowski, Józef Waczków, ISBN 978-83-216-0721-4
- 1998, Muza, tłum. Andrzej Piotrowski, Józef Waczków, ISBN 83-7200-178-2
- 2004, Świat Literacki, tłum. Andrzej Piotrowski, Józef Waczków, ISBN 83-88612-68-9
- 2011, Agora (z dołączonym DVD z filmem Śmierć pięknych saren Karela Kachyňy), tłum. Andrzej Piotrowski, Józef Waczków, ISBN 978-83-268-0484-7
- 2021, Wydawnictwo Stara Szkoła, tłum. Mirosław Śmigielski, ISBN 978-83-67889-31-5

W 1978 r. ukazało się nagranie dla niewidomych na kasetach magnetofonowych, a w 2022 r. audiobook w tłumaczeniu Mirosława Śmigielskiego i wykonaniu Jacka Draguna. 

## Adaptacje filmowe i teatralne

### Film
- Śmierć pięknych saren, reż. Karel Kachyňa, 1987

### Sztuki teatralne w Polsce
Przedstawienia pt. Śmierć pięknych saren wystawiły:
- 1985, 1993: Teatr im. Jana Kochanowskiego w Opolu, reż. Wojciech Zeidler
- 2006: Przestrzeń Wymiany Działań „Arteria”, Warszawa, reż. Maciej Górski
- 2012: Teatr im. Wandy Siemaszkowej w Rzeszowie, reż. Paweł Szumiec
- 2015: Teatr Żydowski im. Estery Rachel i Idy Kamińskich w Warszawie, reż. Jan Szurmiej
- 2019: Teatr Bagatela im. Tadeusza Boya-Żeleńskiego w Krakowie, reż. Jan Szurmiej
- 2023:  Teatr im. Stefana Jaracza w Łodzi, reż. Jan Szurmiej